# Saint-Genest-de-Contest
Saint-Genest-de-Contest település Franciaországban, Tarn megyében. Lakosainak száma 281 fő (2022. január 1.). Saint-Genest-de-Contest Laboutarie, Lautrec, Lombers, Montdragon, Réalmont, Saint-Julien-du-Puy és Vénès községekkel határos.

## Népesség
A település népessége az elmúlt években az alábbi módon változott:
| Lakosok száma | 290  | 305  | 306  | 289  | 281  | 281  | 281  | 280  | 281  |
|               | 2013 | 2015 | 2016 | 2017 | 2018 | 2019 | 2020 | 2021 | 2022 |